# Werner Leitner (Triathlet)
Werner Leitner (* 8. September 1969 in Graz) ist ein ehemaliger österreichischer Triathlet. Er wird in der Bestenliste Österreicher Triathleten auf der Ironman-Distanz geführt.

## Werdegang

### Staatsmeister Triathlon Langdistanz 2004
Werner Leitner begann 1990 mit dem Triathlon und er wurde 2004 in Klagenfurt Österreichischer Staatsmeister auf der Langdistanz.
Nachdem er seine Dissertation abgeschlossen hatte und an der Technischen Universität Graz tätig war, startete er seit Anfang 2007 als Triathlon-Profi und konnte sich viermal für einen Startplatz bei der Ironman World Championship auf Hawaii qualifizieren.

### Abu Dhabi Triathlon Team 2009
Zusammen mit den beiden Deutschen Faris Al-Sultan, der 2005 den Ironman Hawaii für sich entscheiden konnte, und Swen Sundberg gründete er im Frühjahr 2009 das Abu Dhabi Triathlon Team, um dort seine Erfahrung weiterzugeben.
Seit 2014 arbeitet er als Generalsekretär für das pewag racing team des österreichischen Kettenherstellers pewag.

## Sportliche Erfolge
| Datum/Jahr    | Rang | Wettbewerb                                     | Austragungsort | Zeit     | Bemerkung |
| ------------- | ---- | ---------------------------------------------- | -------------- | -------- | --- |
| 13. Juli 2008 | 4    | Ironman Austria                                | Klagenfurt     | 08:22:23 | persönliche Bestzeit auf der Ironman-Distanz                                                                             |
| 4. Juli 2008  | 2    | Linz Triathlon                                 | Linz           |          | Hinter Thomas Hellriegel erreichte Werner Leitner auf der halben Ironman-Distanz den zweiten Rang.                       |
| 2. Juni 2007  | 4    | Ironman 70.3 Austria                           | St. Pölten     | 04:00:35 | [ 3 ] |
| 2007          | 4    | Ironman Wisconsin                              | Madison        | 09:06:41 | |
| 8. Juli 2007  | 5    | Ironman Austria                                | Klagenfurt     | 08:45:51 | |
| 16. Juli 2006 | 5    | Ironman Austria                                | Klagenfurt     | 08:26:24 | |
| 2006          | 33   | Ironman Hawaii                                 | Hawaii         | 08:52:56 | Bei der Ironman World Championship auf Hawaii finishte Leitner mit Rang 33 als bester Österreicher.                      |
| 4. Juli 2005  | 3    | Ironman Austria                                | Klagenfurt     | 08:24:54 | Werner Leitner schaffte als dritter Österreicher (nach Kate Allen und Hubert Hammerl) den Sprung auf das Ironman-Podest. |
| 2005          | 3    | UPC Klagenfurt Triathlon                       | Klagenfurt     | 01:56:58 | bei der 4. Austragung |
| 4. Juli 2004  |      | ÖTRV Staatsmeisterschaft Triathlon Langdistanz | Klagenfurt     | 08:29:18 | Österreichischer Staatsmeister im Triathlon über die Langdistanz – mit seinem 8. Rang beim Ironman Austria               |
| 6. Juli 2003  | 5    | Ironman Austria                                | Klagenfurt     |          | |

(DNF – Did Not Finish)